# Clayne Crawford
Pour les articles homonymes, voir Crawford.
Clayne Crawford, né le 20 avril 1978 à Clay, en Alabama, est un acteur, réalisateur et scénariste américain.

## Biographie
Clayne Crawford est né le 20 avril 1978 à Clay, en Alabama.

### Vie privée
Il est marié à Sunshine Kiki Brown. D'une précédente union, Sunshine Kiki Brown a une fille, Abby. Ensemble, le couple a eu deux fils, prénommés Joey et Colt.
Il a sa propre fondation aidant les familles des anciens combattants et les combattants eux-mêmes. Elle s'appelle la "Clayne Crawford Foundation".

## Carrière
Il décide de se lancer dans une carrière de comédien vers la fin des années 1990 et parvient à décrocher un petit rôle dans le 4e épisode de la saison 2 de la série populaire Buffy contre les vampires en 1997.
Après cette expérience, l’acteur décide de changer son prénom en Clayne, mélange de « Clan », le nom d’un de ses ancêtres et de Clay, la ville d’Alabama où il est né.
Il commence à se faire connaître en apparaissant dans des séries à succès comme Roswell ou Les Experts : Miami au début des années 2000. Il se fait également remarquer dans la comédie romantique tirée d’un roman de Nicholas Sparks, Le Temps d’un automne, aux côtés de Mandy Moore et Shane West.
Il continue son parcours durant les années 2000 en arpentant le grand comme le petit écran. On peut notamment le voir dans Love Song, drame avec John Travolta et Scarlett Johansson, ou la comédie fantastique Petits Suicides entre amis. Le jeune comédien décroche ensuite un rôle qui va le faire sortir un peu de l’ombre, celui de Mitchell Caferty dans la série post-apocalyptique Jericho. La série est malheureusement annulée au bout de deux petites saisons. Il rebondit dans des séries comme Life, Cold Case, Les Experts ou Esprits criminels.

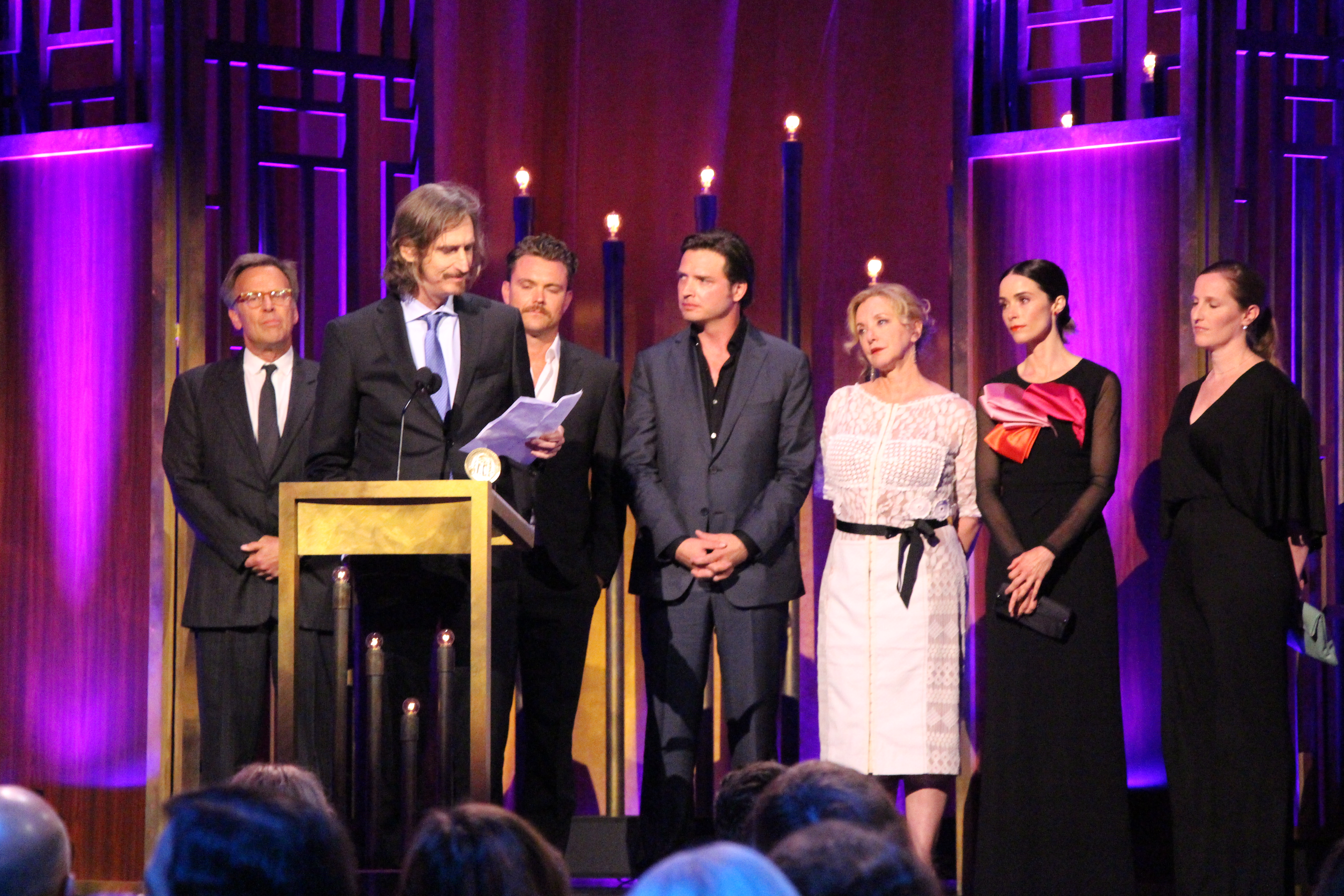
Équipe du film Rectify à la 74e Cérémonie des Peabody Awards.

C’est en 2010 que sa carrière passe un nouveau cap ; il s’illustre dans le rôle de Kevin Wade dans la saison 8 de 24 Heures chrono avant de faire à nouveau parler de lui dans la peau de Lance dans Justified en 2012. Il obtient dans la foulée un rôle récurrent dans Rectify, série sur la rédemption d’un ex détenu. Il incarne Ted Talbot Jr durant les 4 saisons du show.
En 2016, sa carrière prend un nouveau tournant ; l’acteur de 37 ans est en effet choisi pour devenir le nouveau Martin Riggs dans la série L'Arme fatale (série télévisée), adaptation TV de la saga cinématographique à succès portée par Mel Gibson et Danny Glover. L’acteur est le partenaire de Damon Wayans, qui campe pour sa part Roger Murtaugh, le flic « trop vieux pour toutes ces conneries ». L’acteur est également un protagoniste dans Trial, prochaine série judiciaire du créateur d’Ally McBeal, David E. Kelley.
Cependant, en mai 2018, les producteurs de L'Arme fatale ont décidé de renvoyer Clayne Crawford de la série, en raison de son comportement toxique sur le tournage (accusé de harcèlement et violences), pourtant déjà sanctionné à plusieurs reprises et de lui trouver un remplaçant, qui sera finalement Seann William Scott.

## Filmographie

### Cinéma

#### Longs métrages
- 2001 : One Blood Planet de Jerry Decker : Cady
- 2002 : Le Temps d'un automne (A Walk to Remember) d'Adam Shankman : Dean
- 2002 : Swimfan de John Polson : Josh
- 2004 : Trespassing de James Merendino : Tyler
- 2005 : Le Grand Raid (The Great Raid) de John Dahl : Première classe Aldrige
- 2005 : Love Song (A Love Song for Bobby Long) de Shainee Gabel : Lee
- 2006 : Petits Suicides entre amis (Wristcutters: A Love Story) de Goran Dukić (en) : Jim
- 2006 : Blackout (Unknown) de Simon Brand (en) : Détective Anderson
- 2006 : Steel City (en) de Brian Jun (en) : Ben Lee
- 2006 : False Prophets de Robert Kevin Townsend : Wade Carpenter
- 2006 : Feel de Matt Mahurin : Jeremy
- 2007 : Walk the Talk (es) de Matthew Allen : Reed
- 2007 : X's & O's (it) de Kedar Korde : Simon
- 2007 : 7-10 Split de Tommy Reid : Mike
- 2007 : On the Doll (en) de Thomas Mignone (en) : Wes
- 2009 : The Donner Party (en) de Terrence Martin : William Eddy
- 2010 : Mise à prix 2 (Smokin' Aces 2: Assassins' Ball) de P. J. Pesce (en) : Agent Baker
- 2010 : Kingshighway de lui-même : Billy Jones
- 2010 : The Perfect Host de Nick Tomnay : John Taylor
- 2011 : Posh de Lisa Hammer (en) : Julius
- 2012 : The Baytown Outlaws de Barry Battles : Brick Oodie
- 2013 : N.Y.C. Underground de Jessy Terrero (en) : Simon
- 2015 : A Fighting Season d'Oden Roberts : Mason
- 2015 : Convergence (en) de Drew Hall : Ben
- 2016 : Spectral de Nic Mathieu : Sergent Toll
- 2016 : Warrior Road de Brad Jayne : Charlie
- 2016 : While We Were de Robert Roa : Joey
- 2017 : Tinker de Sonny Marler : Grady Lee Jr.
- 2017 : Above Ground de Thomas Rennier : Thad
- 2020 : The Killing of Two Lovers (en) de Robert Machoian : David
- 2022 : The Integrity of Joseph Chambers (en) de Robert Machoian : Joseph "Joe" Chambers
- 2023 : Finestkind de Brian Helgeland : Pete Weeks
- 2023 : The King Tide (en) de Christian Sparkes (en) : Bobby
- 2023 : Best Clowns d'Ashley Shelton : Jorgê / Un juge
- 2023 : The Channel (en) de William Kaufman (en) : Jamie
- 2023 : You & I de Summer Shelton : Joseph

#### Courts métrages
- 2005 : Trust de lui-même : Kenny
- 2006 : F8 d'Ian Truitner : Le conducteur
- 2007 : God's Beach d'Abigail Carpenter : Adam
- 2010 : Baby de Yancey Arias : Jonas Carter
- 2012 : The Truth in Being Right de Benjamin Eck : Carl Weintraub
- 2014 : The Lachrymist de Matthew Gowan : Le DJ (voix)
- 2023 : Drawn de Ty Clancey : Wolcott

### Télévision

#### Séries télévisées
- 1998 : Buffy contre les vampires (Buffy the Vampire Slayer) : Rodney Munson
- 2001 - 2002 : Roswell : Billy Darden
- 2001 / 2009 : Les Experts (CSI: Crime Scene Investigation) : Henry McFadden / Tommy Ruby
- 2003 : Les Experts : Miami (CSI: Miami) : Chaz
- 2006 : Thief : Izzy
- 2006 - 2008 : Jericho : Mitchell Cafferty
- 2007 : Women's Murder Club : Dale Peterson
- 2008 : Life : Eval
- 2008 : Gemini Division (en) : Sampson
- 2009 : Esprits criminels (Criminal Minds) : C. Vincent
- 2009 : Cold Case : Affaires classées (Cold Case) : Darren Malloy en 1976
- 2009 : The Line : Jack Walsh
- 2009 / 2012 : Leverage : Mr Quinn
- 2010 : New York, section criminelle (Law and Order: Criminal Intent) : Jeremy Parks
- 2010 : 24 Heures chrono (24) : Kevin Wade
- 2010 : Burn Notice : Ryan Johnson
- 2010 - 2011 : The Glades : Ray Cargill
- 2011 : Les Experts : Manhattan (CSI: NY) : Wes Dillon
- 2011 : Memphis Beat : Derek Simon
- 2012 : Justified : Lance
- 2013 : Graceland : Donnie Banks
- 2013 - 2016 : Rectify : Teddy "Ted" Talbot Jr.
- 2014 : Rogue : Danny "Cheat" Chetowski
- 2015 : NCIS : Nouvelle Orléans (NCIS: New Orleans) : Cade LaSalle / Cade Lambert
- 2016 - 2018 : L'Arme fatale (Lethal Weapon) : Martin Riggs
- 2019 : Into the Dark : Nathan Singer

### Réalisateur
- 2005 : Trust (court métrage)
- 2010 : Kingshighway
- 2010 : Darnell Dawkins: Mouth Guitar Legend
- 2018 : L'Arme fatale (Lethal Weapon) (1 épisode)

### Scénariste
- 2005 : Trust

## Distinctions
| Année | Prix                                 | Catégorie                               | Nomination    | Résultat   |
| ----- | ------------------------------------ | --------------------------------------- | ------------- | ---------- |
| 2017  | 19e cérémonie des Teen Choice Awards | Meilleur acteur dans une série d'action | L'Arme Fatale | Nomination |